# Björn Schuller

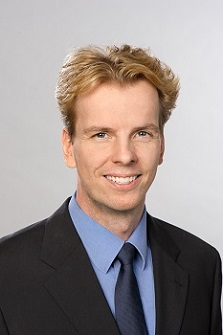
Björn Schuller (2016)

Björn W. Schuller (* 18. April 1975 in München) ist ein deutscher Wissenschaftler der Elektrotechnik, Informationstechnik und Informatik sowie Unternehmer. Er ist Universitätsprofessor für Künstliche Intelligenz am Imperial College London in England und Inhaber des Lehrstuhls für Health Informatics an der Technischen Universität München. Zuvor war er Lehrstuhlinhaber für Embedded Intelligence for Health Care and Wellbeing an der Universität Augsburg sowie Inhaber des Lehrstuhls für Complex & Intelligent Systems an der Universität Passau. Ferner ist er Mitgründer und Chief Science Officer der audEERING GmbH in Gilching bei München sowie permanenter Visiting Professor am Harbin Institute of Technology in der Volksrepublik China und Associate des CISA an der Universität Genf in der französischen Schweiz.

## Werdegang
Björn Wolfgang Schuller wurde 1975 in München, Deutschland, geboren. Nach dem Abitur 1994 folgten das Diplom im Jahr 1999, die Promotion zum Dr.-Ing. im Jahr 2006 und die Habilitation mit dem Fachgebiet Signalverarbeitung und Maschinelle Intelligenz sowie Erteilung der Lehrbefugnis als Privatdozent im Jahr 2012 – jeweils in Elektrotechnik und Informationstechnik an der Technischen Universität München, Deutschland. Dort leitete er als wissenschaftlicher Assistent, Akademischer Rat und Oberrat sowie Junior Fellow die Machine Intelligence & Signal Processing Group am Lehrstuhl für Mensch-Maschine-Kommunikation.
2009 bis 2010 war er als Wissenschaftler der Informatik am französischen CNRS-LIMSI in Orsay bei Paris tätig sowie Gastwissenschaftler im Department of Computing am Imperial College London in Großbritannien. 2011 war er unter anderem ERASMUS-Dozent an der Universität in Ancona, Italien, und Gast der NICTA in Sydney, Australien. 2012 folgte ein Aufenthalt als Visiting Key Researcher am Institut für Informationstechnik und Kommunikationstechnik der Joanneum Research Forschungsgesellschaft mbH in Graz, Österreich für die er fortan als Konsulent tätig blieb. Ende 2012 erfolgte die Mitgründung der audEERING GmbH mit Sitz in Gilching bei München, bei welcher er bis April 2023 als Geschäftsführer und bis dato als Chief Science Officer tätig ist. Das Startup der Technischen Universität München beschäftigt sich mit Lösungen der intelligenten Audioanalyse und zählt namhafte nationale und internationale Unternehmen zu seinen Kunden. 2013 wurde er als dauerhafter Gastprofessor des chinesischen Harbin Institute of Technology geehrt, war Gastprofessor am CISA der Universität Genf und wurde im Anschluss zum Associate ernannt. Ferner vertrat er den neuen Lehrstuhl für Informatik mit Schwerpunkt Sensorik an der Universität Passau. Es erfolgten Rufe nach Großbritannien in Edinburgh und London – er nahm eine Stelle als Senior Lecturer am Imperial College London an, das ihn 2015 zum Reader in Machine Learning beförderte. Einen Ruf an die Universität Passau als Ordinarius des neu eingeführten Lehrstuhls für Complex & Intelligent Systems (zunächst Lehrstuhl für Informatik mit Schwerpunkt Complex Systems Engineering) nahm er 2014 an.
2017 nahm er einen Ruf auf Professur für Embedded Intelligence for Health Care and Wellbeing der Fakultät für angewandte Informatik der Universität Augsburg an. 2023 folgte ein Ruf zurück an seine Alma Mater, die Technische Universität München, bei der er seit dem in der Fakultät für Medizin und der Fakultät für Informatik als Lehrstuhlinhaber für Health Informatics tätig ist.
Schuller war gewählter Präsident der Association for the Advancement of Affective Computing (AAAC) – des internationalen Fachverbands für Affective Computing registriert als Charity in Großbritannien. Er ist Mitbegründer und Hauptherausgeber (Editor in Chief) der IEEE Transactions on Affective Computing und war u. a. General Chair der ACM ICMI 2014.
Schuller koordinierte das europäische ASC-Inclusion Projekt und war Principal Investigator in einer Vielzahl europäischer (u. a. ARIA-VALUSPA, De-ENIGMA, iHEARu, MixedEmotions, PROPEREMO, SEMAINE, SEWA) und nationaler Verbundprojekte (u. a. EmotAss).
Die audEERING GmbH mit dem Team um Björn Schuller, Dagmar Schuller und Florian Eyben gewann unter anderem den Innovator of the Year 2017 Preis des IWC, einen Hauptpreis beim Innovationspreis Bayern 2018, sowie den Vision Award 2019 und den VDE Award 2019 für die Technologie und den erfolgreichen Transfer von Grundlagenforschung in ein Produkt.

## Wirken
Seine Forschungsschwerpunkte liegen in den Bereichen Maschinelle Intelligenz, Signalverarbeitung mit Schwerpunkt im Bereich der Audiosignale, Affective Computing und komplexe Systeme.
Schuller ist Initiator und jährlicher Hauptveranstalter der Wissenschaftswettbewerbe INTERSPEECH Computational Paralinguistics Challenge seit 2009 und Audio/Visual Emotion Challenge seit 2011 im Bereich der Computerperzeption und des maschinellen Lernens.

## Ausgewählte Preise
- 2015 und 2016: One of 40 extraordinary Scientists under the age of 40 („Young Scientist“) des World Economic Forum (WEF) sowie Sprecher auf dem „WEF Summer Davos“[33] und Sprecher in der BetaZone[34]
- Im Jahr 2013 erhielt Schuller vom ERC einen Starting Grant in Höhe von 1,5 Millionen Euro, den höchstdotierten Förderpreis der EU für junge Forscher.[35]
- 2018: IEEE Fellow[36]

## Schriften
Schuller ist Autor und Koautor von über 1000 Fachbeiträgen in begutachteten Büchern, Zeitschriften und Tagungsbänden. Google Scholar nennt für diese mehr als 40.000 Zitierungen und einen h-Index von 94. Damit zählt er zu den Top 15 Informatikern in Deutschland und Top 25 Informatikern in UK.
Dissertation/Habilitation:
- Mensch, Maschine, Emotion – Erkennung aus sprachlicher und manueller Interaktion. VDM Verlag Dr Müller, Saarbrücken 2007, ISBN 978-3-8364-1522-4.

- Intelligent Audio Analysis. Signals and Communication Technology, Springer, 2013, ISBN 978-3-642-36805-9.

Monographien/Sammelwerke:
- mit Anton Batliner: Computational Paralinguistics: Emotion, Affect and Personality in Speech and Language Processing. Wiley, Chichester 2013, ISBN 978-1-119-97136-8.

- mit Alexandra Balahur-Dobrescu und Maite Taboada: Computational Methods for Affect Detection from Natural Language. Computational Social Sciences, Springer, Heidelberg 2014, ISBN 978-3-319-00601-7.

- mit Kristian Kroschel und Gerhard Rigoll: Statistische Informationstechnik. 5. Auflage. Springer Verlag, Berlin/Heidelberg 2011, ISBN 978-3-642-15953-4.